# Andrea Farkas
Andrea Farkas (Budapeste, 1 de setembro de 1969) é uma ex-handebolista profissional hungara, medalhista olímpica.
Andrea Farkas fez parte dos elencos medalha de prata, em Sydney 2000 e bronze em Atlanta 1996, atuava como goleira.